# Eremo di Caresto
L'eremo di Caresto è un piccolissimo nucleo abitato che poggia sull'omonimo colle a 451 m di quota; dista circa 2 km a Ovest dal centro di Sant'Angelo in Vado. 

Ebbe origine come insediamento militare nell'alto medioevo con funzione di avvistamento e controllo del territorio; dal XVII secolo perse gradualmente di importanza per trasformarsi in un insediamento abitativo rurale. 
 Attualmente è sede della Comunità di Caresto, centro di spiritualità matrimoniale specifico per coppie di sposi e fidanzati.

## Origine e storia
Si può ritenere che Caresto esistesse come pagus (villaggio), contemporaneamente al Tifernum Mataurense (oggi Sant'Angelo in Vado).
Ottone I, imperatore di Germania, dopo che nell’anno 951 aveva stretto d’assedio San Leo, facendovi prigioniero Berengario II, ultimo infelice re d’Italia, passò a conquistare i vicini possedimenti della Massa Trabaria. In quella circostanza avrebbe privilegiato alcuni signori di queste zone e i loro castelli, dandone invece altri in investitura ai suoi che erano giunti con lui dalla Germania.

### Castello di Caresto
Nel 1411 vennero eseguiti importanti lavori per rinsaldare le sue fortificazioni. Assieme a Monte Maio, Baciuccaro e Sorbetolo godeva di una certa autonomia amministrativa rispetto alla comunità principale di Sant'Angelo in Vado. 
La Chiesa di San Sisto in Caresto viene citata in un documento del 1180. Nel 1278 Papa Niccolò III, scrivendo al Rettore della provincia della Massa Trabaria, di cui Sant’Angelo era la capitale, lo esorta a ricondurre all’obbedienza della Chiesa di Roma alcuni castelli che erano finiti in potere di feudatari particolari e nomina tra gli altri i Palazzi, Borgopace, Paganico e Caresto.

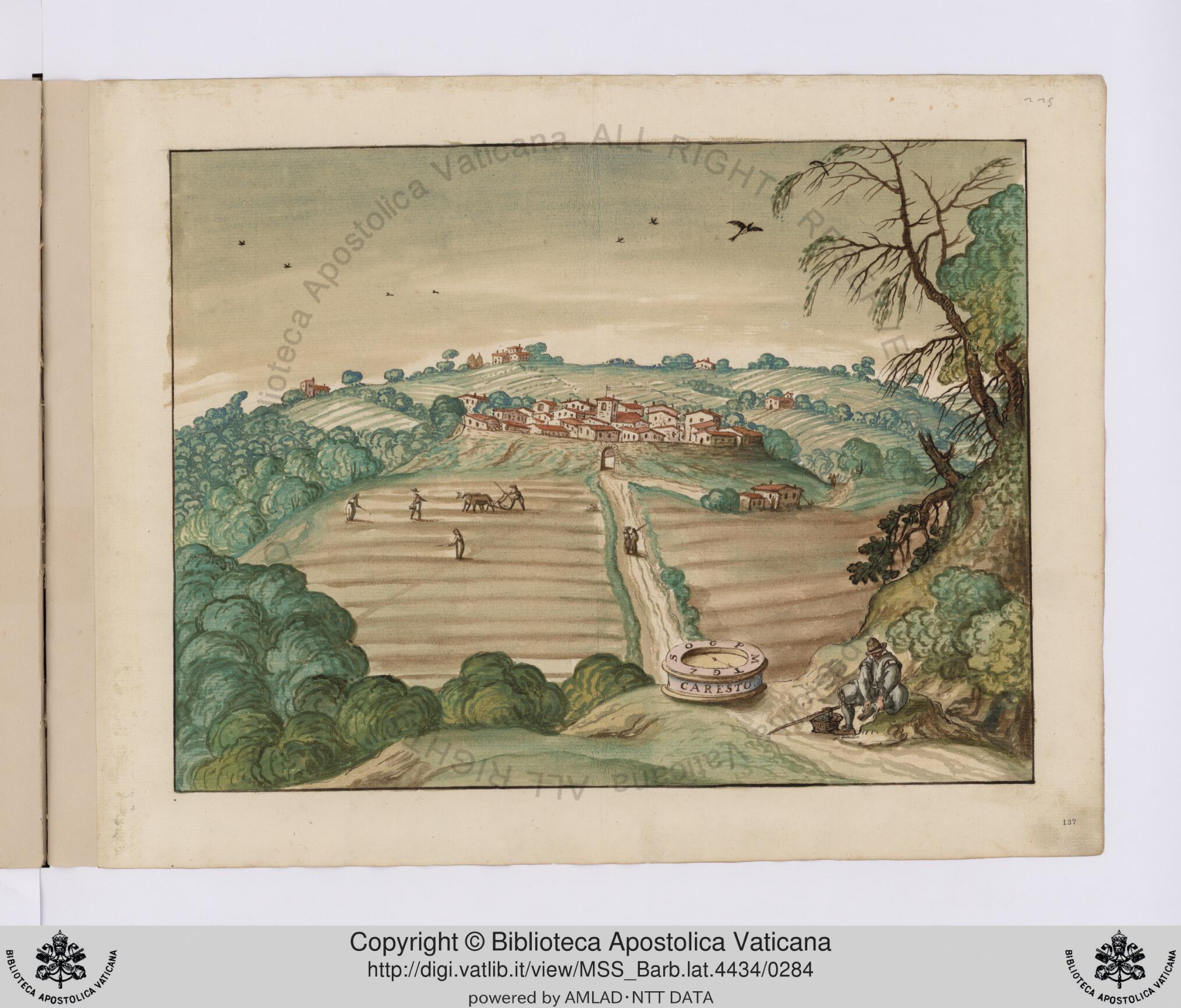
Caresto nel 1626 (Barb.lat.4434 - 137r)

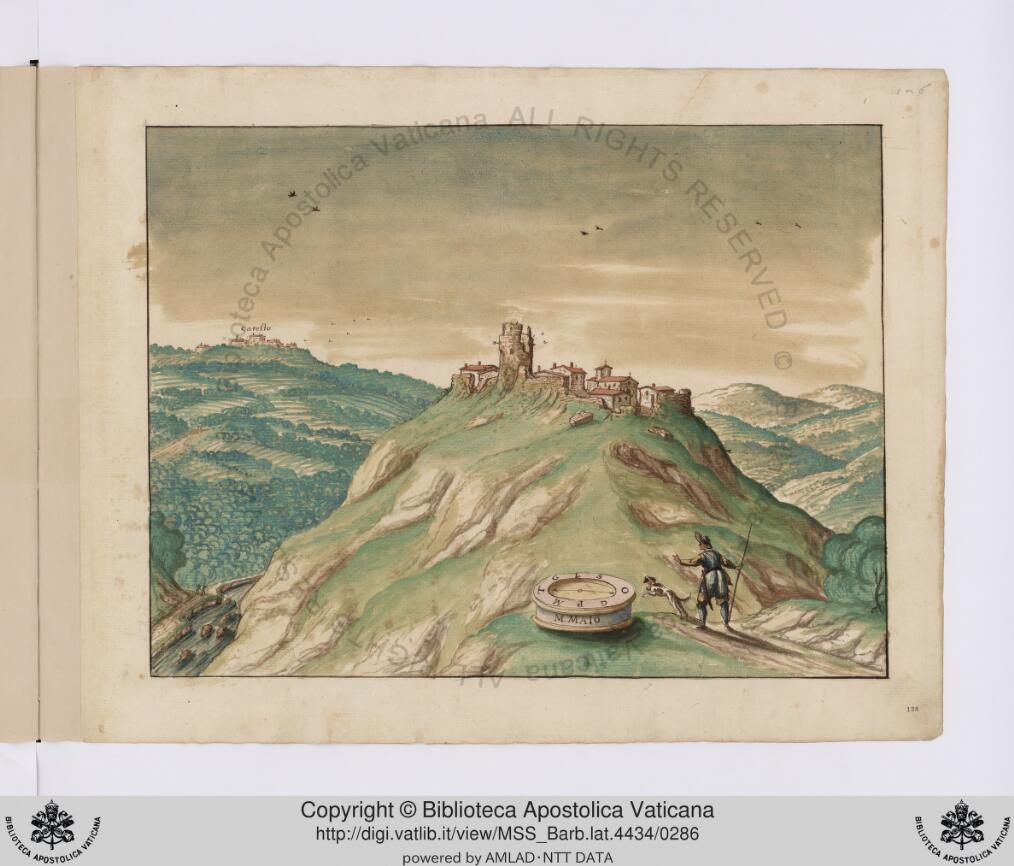
Caresto visto dalla Torre di Montemaio (Barb.lat.4434 - 138r)

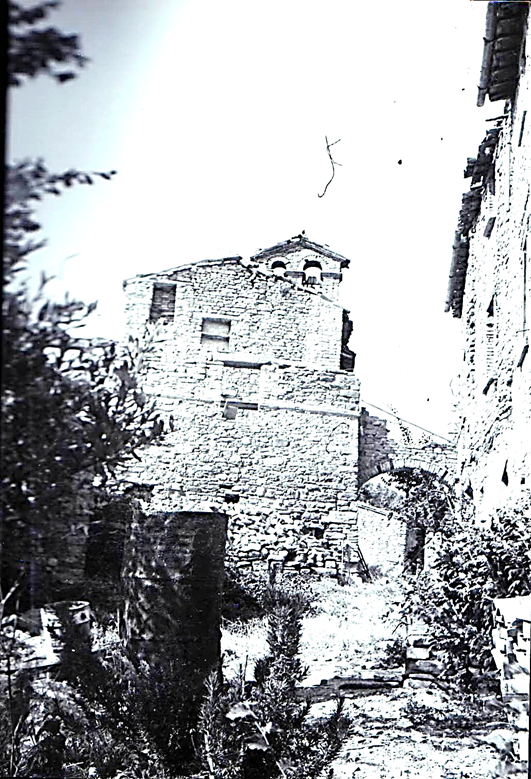
La località di Caresto in rovina all’epoca dell’inizio delle attività

Durante il Rinascimento, il più illustre signore del castello è il famoso letterato umanista card. Pietro Bembo; fu anche in potere dei Santucci e anche degli Ubaldini. Nel 1626 il Codice barberiniano, opera del pittore pesarese Francesco Mingucci, include Caresto assieme ai principali castelli e città del Ducato d'Urbino: viene raffigurato come un borgo fortificato, ancor ben conservato, con una cerchia di mura ellittica e attorniato da poderi e case coloniche. Nel 1673 si attesta che Caresto aveva milizie proprie, che allora erano comandate da Felice Brandi, di 83 anni.
Dopo il terremoto del 1781 venne riedificata ex novo. Nel corso del tempo il castello perse la sua funzione e probabilmente anche l'evento sismico contribuì a trasformarlo in un semplice villaggio di agricoltori. 
Nell’ultimo secolo vi ha abitato la famiglia Brandi e il suo contadino, la famiglia Londei, il parroco e il contadino del parroco: cinque case con la chiesa.
Verso il 1950-1960 andò in degrado, assieme alle case vicine, e i frati che la officiavano se ne andarono nel 1968.

### Rinascita come eremo
Quando nel 1972 inizia a diventare meta di attività del gruppo scout del paese, la situazione era drammatica: a Caresto non vi abitava più nessuno da almeno una decina di anni; il parroco non vi abitava da vari decenni; la chiesa e la casa canonica erano crollate, con la prima diventata la stalla di un cavallo; la strada di accesso era ormai irriconoscibile; il tutto infestato di piante e rovi.
Gli scout e altri giovani della zona iniziarono a frequentare quel luogo sotto la guida di don Piero Pasquini. Col tempo iniziò il recupero della chiesa e successivamente della casa canonica. Con le prime ristrutturazioni si trasferirono in modo permanente le prime famiglie, nucleo fondativo della nascente comunità. Durante gli anni '80 - '90 Caresto compì la sua seconda trasformazione diventando un eremo: il progetto non fu inteso come un ‘convento di famiglie’, ma come un luogo di ritrovo, dove gli interessati possono alloggiare per qualche giorno, ristorarsi spiritualmente e poi tornare alle consuete occupazioni.
Nel 2002 sono stati ultimati i lavori di restauro del complesso, portando a circa 60 il numero di posti letto disponibili. 

Nell'eremo è presente anche un laboratorio artigianale di panificazione ed è inoltre sede dell'associazione Comunità di Caresto.

## Etimologia del nome
L'etimologia del nome non è chiara. È però assodato che debba leggersi tutto unito, ‘Caresto’ e non ‘Ca - resto’ dove "Ca'" è abbreviazione di 'casa', come si chiamano tanti predi della zona. Infatti, Caresto come abitato esisteva già quando sorse l'usanza di chiamare così i poderi; in secondo luogo le fonti latine che citano il luogo riportano il nome sempre in un'unica parola (Carestum o anche "Charestum"), come succede per Sorbetolo e Selvanera, toponimi della Valle del Metauro. Si esclude anche la più superficiale delle alternative che identifica la particella "Ca" con l'avverbio di luogo "qua", portando il significato di Caresto a "qua - resto", "qui mi stanzio".
Come già accennato, esistono fonti più antiche: potrebbe provenire dal latino medioevale ‘carestum’ (che significa ‘mancare di -’, al pari di carestia) o dal greco dalla parola ‘karis’- ‘karistos’ , cioè bello, grazioso. Per quest'ultima ipotesi, l’influsso culturale è attestato tra l’altro anche da due chiese che hanno nomi tipicamente greci: S. Agata che era dentro il castello e poco più a valle S. Sofia.